# Павловка (Свердловский городской совет)
Павловка (укр. Павлівка) — посёлок, относится к Свердловскому городскому совету Луганской области Украины.

## Географическое положение
Соседние населённые пункты: посёлки Володарск и Комсомольский на востоке, Дубовка и сёла Курячье на северо-востоке, Медвежанка, Нагорное, Николаевка на северо-западе, Великокаменка, Коробкино и посёлки Кленовый на западе, Покровка, Калиновка и Новодарьевка на юго-западе, село Маломедвежье и посёлки Фёдоровка, Устиновка, Ленинское на юге, город Свердловск на юго-востоке.

## История
28 октября 1938 года Павловка получила статус посёлка городского типа.
В январе 1989 года численность населения составляла 1405 человек.
По переписи 2001 года население составляло 1123 человека.
На 1 января 2013 года численность населения составляла 1050 человек.
С весны 2014 года — в составе Луганской Народной Республики

## Местный совет
94822, Луганская обл., Свердловский городской совет, пгт. Володарск, ул. Советская, 25